# Raiders of the Broken Planet
Raiders of the Broken Planet es un juego en línea de acción y aventura desarrollado por el estudio español MercurySteam. Su lanzamiento se produjo el 22 de septiembre de 2017 para PlayStation 4, Xbox One y Microsoft Windows.

## Argumento
Raiders of the Broken Planet se sitúa en la constelación de Lira, a años luz de la tierra. El planeta se ha convertido con el paso del tiempo en el escondite de la mafia en la galaxia. Quien controla el 'Aleph', controla la galaxia. Los jugadores tomarán el papel de los "Raiders" que deberán proteger el Aleph y enfrentarse a los alienígenas junto a otros compañeros, unidos contra la amenaza y para hacerse del preciado líquido.

## Jugabilidad
Raiders of the Broken Planet es un juego de aventura en línea asimétrico. El juego tendrá elementos de 'shooter' en tercera persona mezclados con ataques 'melee', con los que se podrá arrebatar el Aleph, además de elementos de sigilo y estrategia. Además, vendrá con un modo historia en formato episódico.

## Desarrollo
El desarrollo de este juego se realizó al mismo tiempo en el que se desarrollaba el Castlevania: Lords of Shadow 2. Dave Cox, productor de la franquicia Castlevania, reveló tiempo atrás que ciertos elementos abandonados de "Lords of Shadow 2", como las mecánicas, podrían aparecer en un próximo juego del estudio, como las mecánicas de combate. En marzo de 2016, Cox anunció su alianza com MercurySteam y que la compañía estaba trabajando en un nuevo juego en un entorno de ciencia ficción. Enric Álvarez, máximo representante de MercurySteam, ha descrito este proyecto como uno de los más ambiciosos en los que el estudio ha trabajado. Se había hablado del juego en múltiples ocasiones antes de su anuncio oficial en abril de 2016. Raiders of the Broken Planet será el primer juego que MercurySteam publique de forma independiente y lo hará para PlayStation 4, Xbox One y Microsoft Windows a finales del 2016. Una versión beta para PC estuvo disponible previa inscripción en su web antes de su lanzamiento oficial.